# Synelmis sotoi
Synelmis sotoi är en ringmaskart som beskrevs av Salazar-Vallejo 2003. Synelmis sotoi ingår i släktet Synelmis och familjen Pilargidae.
Artens utbredningsområde är Mexikanska golfen. Inga underarter finns listade i Catalogue of Life.